# Маленький лорд Фаунтлерой (фільм, 1921)
«Маленький лорд Фаунтлерой» (англ. Little Lord Fauntleroy) — німа чорно-біла драма 1921 року. Екранізація однойменної повісті Френсіс Годґсон Бернет. У радянському прокаті на початку 20-х років фільм ішов під назвою «Два претендента».

## Синопсис
Події фільму розгортаються у 1880-х роках. Вдова капітана Ерола, молодшого сина графа Дорінкорта, бідує разом з сином Седріком в Америці. Граф посилає свого повіреного Гавершема привезти хлопчика у Велику Британію, так як той є його єдиним спадкоємцем, та підготувати його до прийняття титулу лорда Фаунтлероя.
Вдова з сином відправляється за океан, однак змушена оселитися окремо від Седріка, так як граф недолюблює її, вважаючи, що вона вийшла за його сина з користі.
Дитяча безпосередність Седріка зачаровує графа, але незабаром на титул починає претендувати якась жінка на ім'я Мінна, яка стверджує, що її дитина — син старшого сина графа. На щастя все закінчується щасливо — вдова примиряється з графом, а Седрік отримує титул.

## У ролях
- Мері Пікфорд — Седрік Еррол/Вдова Еррол
- Клод Ґіллінґвотер[en] — Граф Дорінкорт
- Джозеф Давлінґ[en] — Вільям Гавершем
- Роуз Діон — Авантюристка Мінна
- Френсіс Маріон — син Мінни, претендент на титул
- Джоан Марш (у титрах не вказана)
- Говард Ралстон — хлопчик

## Цікаві факти
- Джек Пікфорд, брат Мері Пікфорд, виступив у цьому фільмі як другий режисер.
- Прем'єра фільму відбулася 15 вересня 1921 року.